# Byrathanahallipura, Malur
Byrathanahallipura là một làng thuộc tehsil Malur, huyện Kolar, bang Karnataka, Ấn Độ.